# Kédange-sur-Canner
Kédange-sur-Canner är en kommun i departementet Moselle i regionen Grand Est (tidigare regionen Lorraine) i nordöstra Frankrike. Kommunen ligger i kantonen Metzervisse som tillhör arrondissementet Thionville-Est. År 2022 hade Kédange-sur-Canner 1 060 invånare.

## Befolkningsutveckling
Antalet invånare i kommunen Kédange-sur-Canner
| Referens: INSEE |